# 格蘭奇鎮區 (明尼蘇達州派普斯通縣)
格蘭奇鎮區（英語：Grange Township）是位於美國明尼蘇達州派普斯通縣的一個行政鎮區。

## 地方資料
格蘭奇鎮區的面積為93.40平方千米，當中陸地面積為93.36平方千米，而水域面積為0.04平方千米。根據2020年美國人口普查的數據，當地共有人口213人，而人口密度為每平方千米2.28人。